# Tilloclytus minutus
Tilloclytus minutus là một loài bọ cánh cứng trong họ Cerambycidae.